# Mecaphesa
Mecaphesa là một chi nhện trong họ Thomisidae.